# Ulysse et Nausicaa
Ulysse et Nausicaa est une peinture à l'huile sur toile réalisée par Louis Gauffier en 1798 à Florence (Italie). Le tableau est conservé au Musée Sainte-Croix de Poitiers, en France.

## Historique
Cette œuvre est commandée par un riche collectionneur britannique, Thomas Hope. En 1826, le tableau est conservé dans sa résidence de Deepdene, dans le Surrey. L'œuvre est léguée à son arrière-petit-fils, Lord Francis Pelham-Clinton-Hope. Le tableau passe ensuite par plusieurs galeries d’art et propriétaires ; le Musée Sainte-Croix l’achète à la galerie d’art londonienne Sotheby's le 12 février 1969. Depuis, le tableau est la propriété de la commune de Poitiers. 

## Description
La scène se déroule à l’extérieur, dans un environnement champêtre. On observe un homme nu avançant vers une figure féminine centrale et un groupe d'une dizaine de femmes fuyant. Le tableau présente une fontaine agrémentée de végétation rappelant les vestiges et ruines de l'Antiquité ainsi qu'un paysage à l'arrière-plan avec des chevaux et un char. De plus, des accessoires sont disposés au pied de la fontaine (vases et tissus antiquisants).

## Analyse
Ce tableau représente une scène tirée du chant VI de l'Odyssée d’Homère. Elle évoque la rencontre entre Ulysse et Nausicaa, la fille du roi Alcinoos, venue avec ses servantes laver son linge à l’embouchure d’un fleuve. Ulysse aurait été réveillé par leurs voix après s’être endormi épuisé et nu près d’un buisson après un naufrage. Il aurait alors entouré ses hanches de feuillages. Les servantes terrorisées face à cet inconnu prennent la fuite tandis que Nausicaa, sous l’inspiration d'Athéna, reste pour écouter le jeune héros.
Le commanditaire, Thomas Hope, est un grand admirateur de l’Antiquité et de ses vestiges et le tableau s’inscrit dans la veine du néo-classicisme. Ce style se traduit par une primauté du dessin sur la couleur, mais également par les rendus de la végétation et des drapés directement inspirés par la statuaire antique. Les jeunes femmes sont habillées d’une tunique grecque ; les accessoires tels que les pots et les sandales sont aussi antiquisants. Le décor est également marqué par des volumes de draps au-dessus de la fontaine : ils peuvent évoquer une scène théâtrale.
Nausicaa, par sa tunique brodée et sa couronne de fleurs, se révèle être une princesse, elle est la figure centrale du tableau. Un rayon de lumière met en valeur le personnage avec un point de fuite partant vers le ciel à arrière-plan. Les zones éclairées mettent en évidence le profil d'Ulysse, la silhouette de Nausicaa, la découpe des mains et la surface au sol comme une scène théâtrale où se joue l’histoire.
Louis Gauffier choisit pour son tableau une composition en frise. Ulysse s’oppose par sa nudité au reste des figures, mais s'intègre dans le tableau par sa posture et ses bras tendus vers la princesse. L’artiste utilise des tons sombres, dans une grande économie de moyens. Cependant, il utilise le rouge pour attirer l’œil sur l’agitation des personnages. À l'inverse, il emploie des tons blancs et crème pour signifier l’immobilité statuaire de Nausicaa et des tons verts et bruns pour signaler un lieu champêtre.

## Thomas Hope, le commanditaire

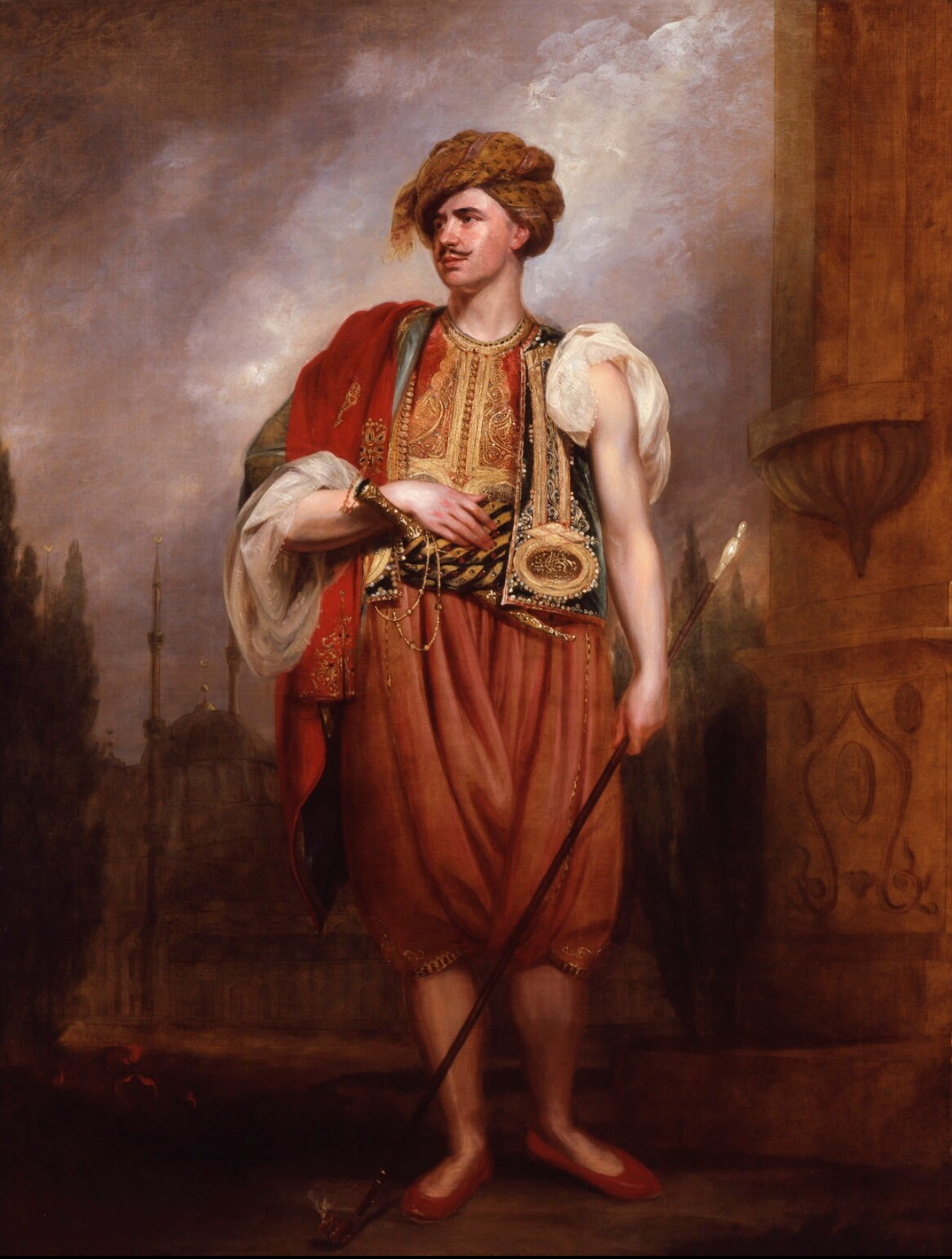
Portrait de Thomas Hope dit « à l'orientale », 1798, William Beechey.

Thomas Hope est né en 1769 dans une famille de banquiers écossais installée aux Pays-Bas. Il entreprend son Grand Tour et d'autres voyages entre 1788 et 1798. Il visite l’Égypte, l’Anatolie, la Grèce et l'Italie, où il rencontre Louis Gauffier au début des années 1790. Hope va être le plus fidèle mécène et commanditaire du peintre, à qui il commandera six tableaux. 
Son activité de collectionneur et de concepteur de meubles permet l'émergence du style Regency en Angleterre. Il meurt en 1831.

## L'Egyptian Room

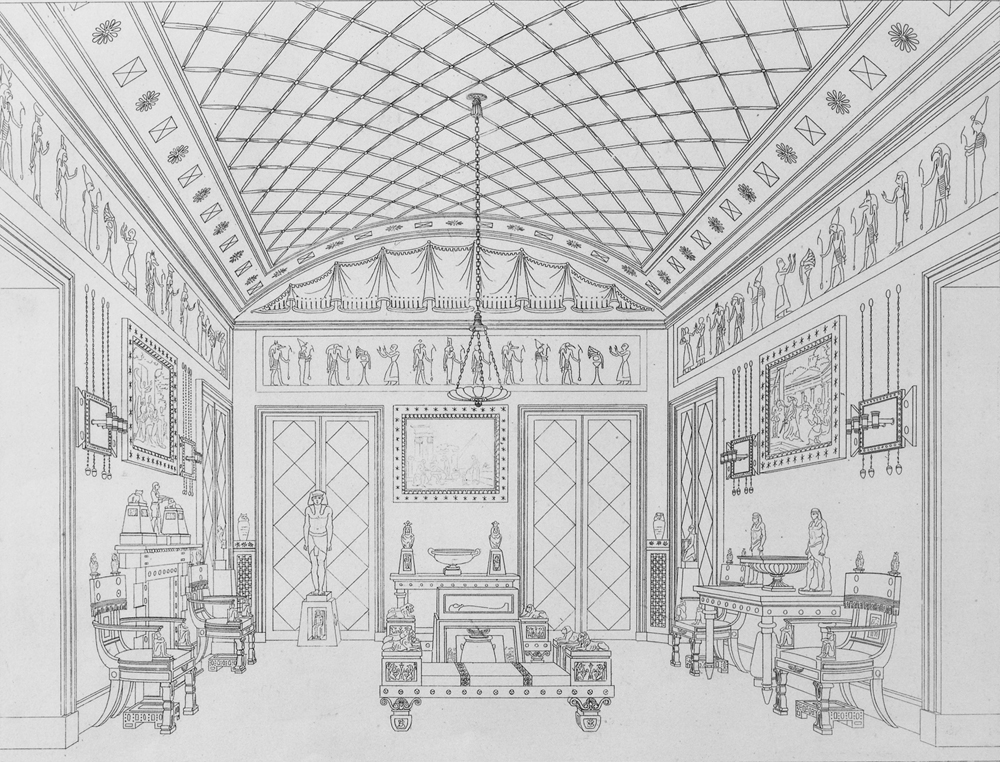
Restitution de l'Egyptian Room de Thomas Hope dans sa résidence de Duchess Street à Londres.

L'Egyptian Room est une salle de la résidence de Thomas Hope à Londres. Ce collectionneur crée cette pièce dédiée à accueillir ses richesses comprenant des vases antiques, du mobilier et de la statuaire, etc.,. L'architecture intérieure est conçue avec des références à l'architecture et à l'art égyptien. Hope agrémente donc cette salle avec plusieurs œuvres commandées à Louis Gauffier, dont les suivantes :
- Achille reconnu par Ulysse à la cour de Lycomède, 1791, Stockholm, Nationalmuseum
- Le Repos de la Sainte Famille en Égypte, 1792, Poitiers, Musée Sainte-Croix

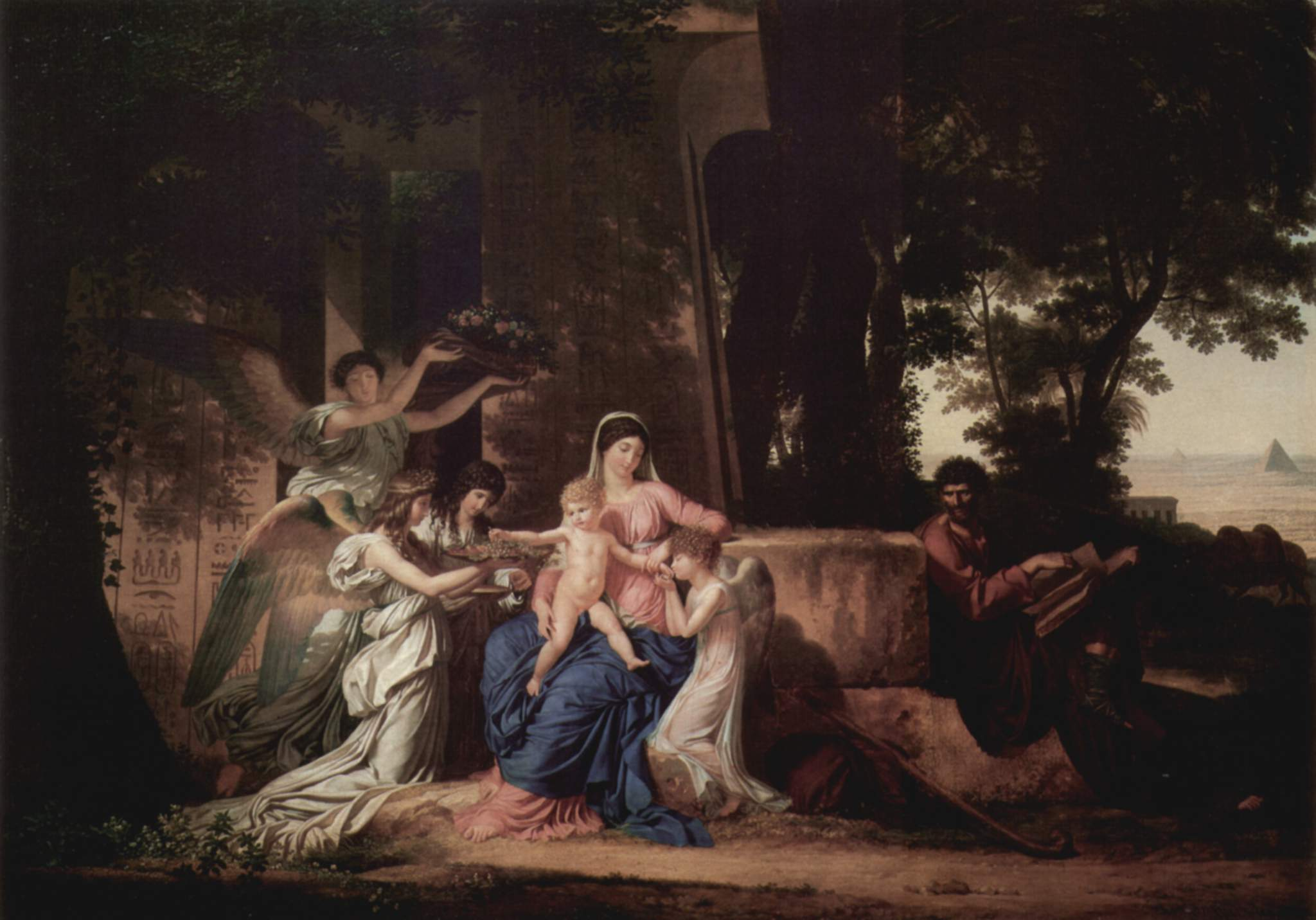
Le Repos de la Sainte Famille en Égypte, Louis Gauffier, 1792.

Commandé par Hope, Ulysse et Nausicaa ne semble pas avoir fait partie de l'accrochage londonien. En 1826, on retrouve la toile dans la salle de billard de Deepdene, avec un autre tableau de Gauffier, Hector réprimandant Pâris. Ce tableau est aujourd'hui perdu, mais une étude préparatoire est conservée à Montpelier, au Musée Fabre.